# Gentiana occidentalis
Espèce
Classification phylogénétique
Gentiana occidentalis, la gentiane occidentale, est une espèce de plantes herbacées de la famille des Gentianaceae.
Il s'agit d'une plante des Pyrénées et des Monts Cantabriques, d'une dizaine de centimètres de hauteur, qui pousse sur les pelouses alpines et les étendues rocheuses, entre 800 et 3 100 m d'altitude.